# Turnul cu ceas din Veneția

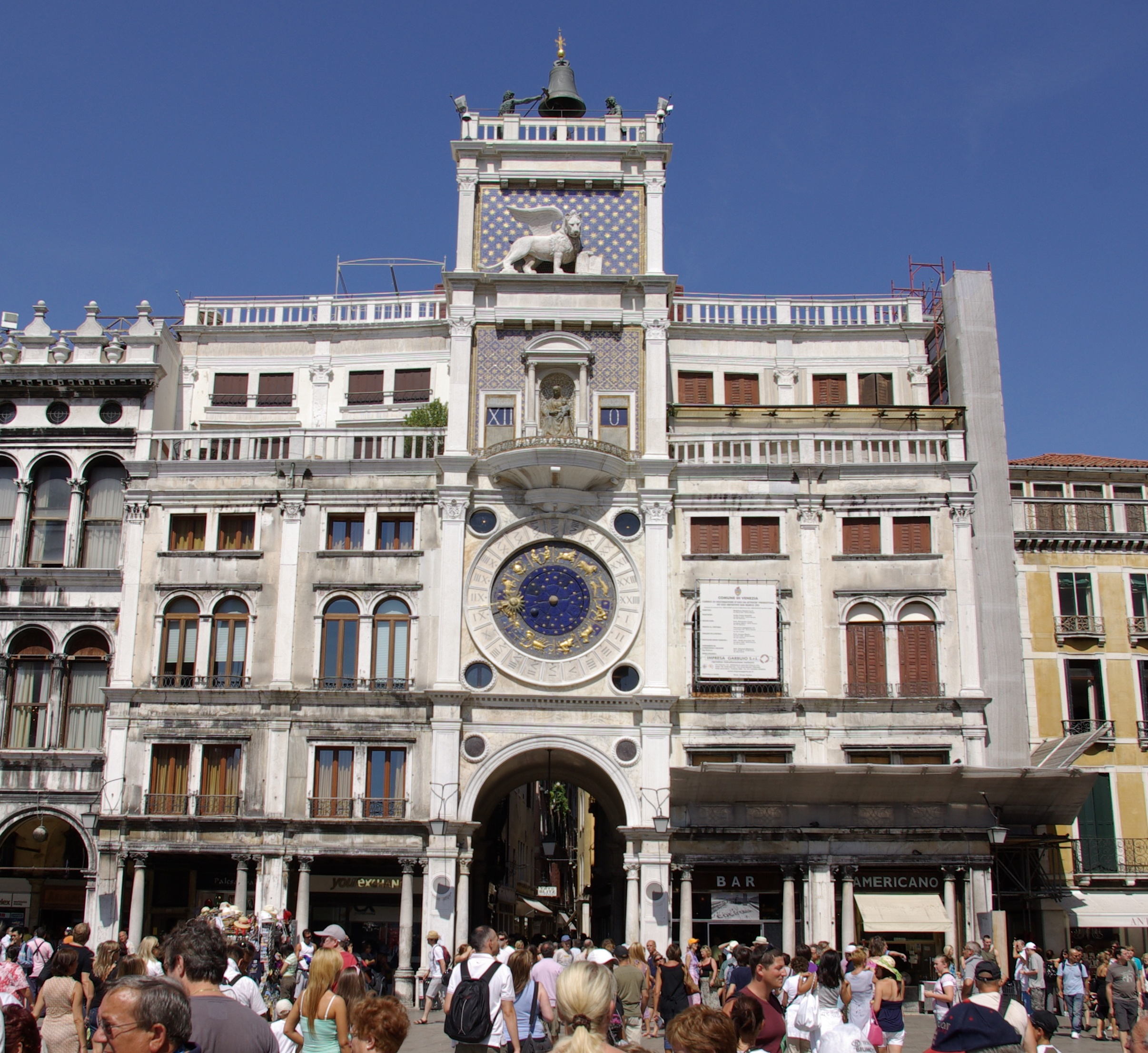
Turnul cu ceas din Piaţa San Marco

Turnul cu ceas (în italiană Torre dell'Orologio) este o clădire renascentistă situată în Piața San Marco din Veneția.

## Descriere

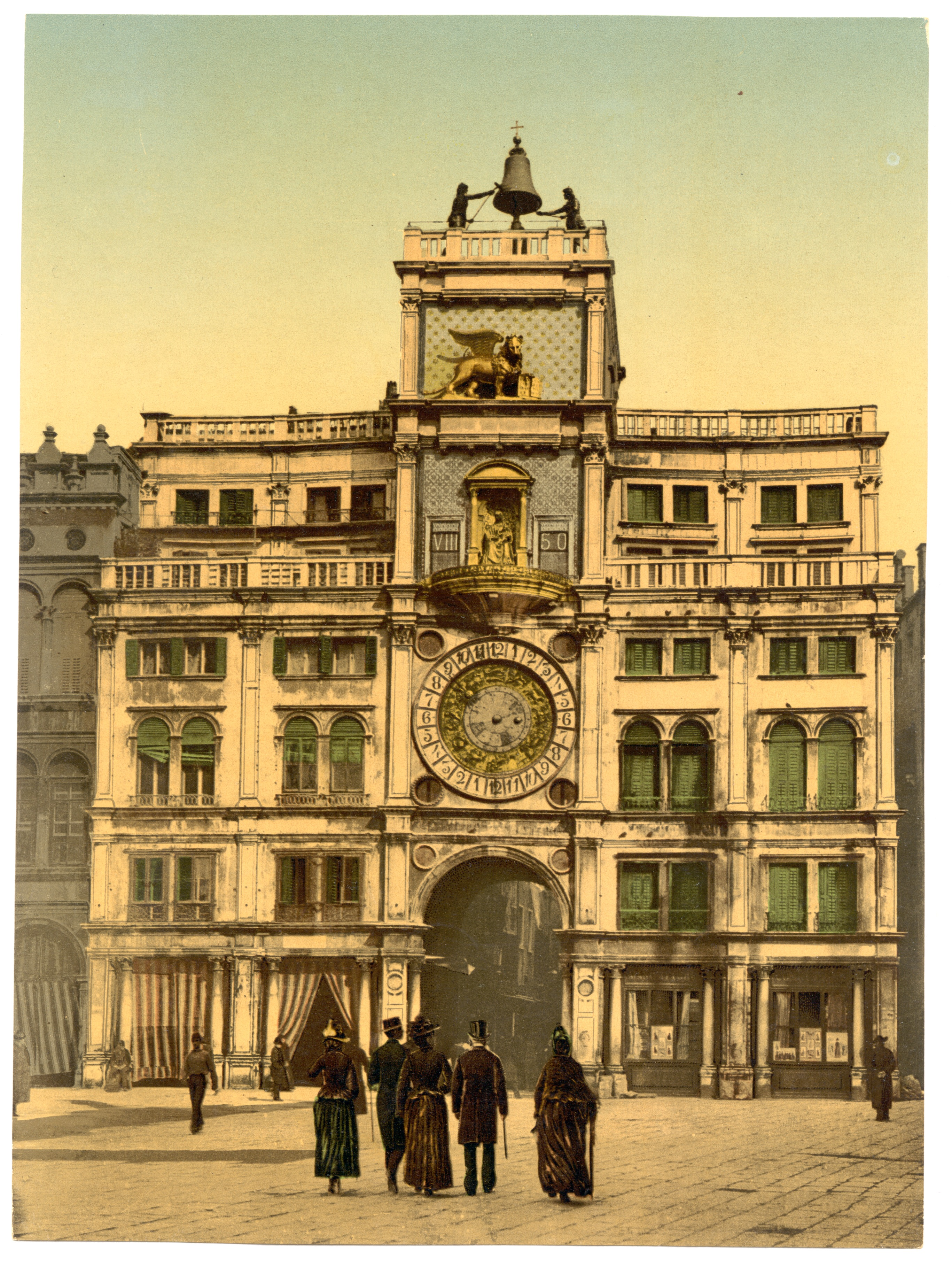
Turnul între 1890 și 1900

Clădirea este compusă dintr-un turn central, construit între 1496 și 1499 de către arhitectul Mauro Codussi, și două aripi laterale adăugate mai târziu. Arcul de mai jos conectează piața cu strada Mercerie.
Cadranul orologiului este de aur și email albastru; el arată ora, ziua, fazele lunii și zodiacul. O primă restaurare a fost realizată în 1757. Restaurarea modernă, începută în 1997, a fost finalizată în mai 2006, iar orologiul a fost inaugurat la miezul nopții de 27 mai.
Ceasul are un mecanism cu carilon, activat în mod tradițional numai în zilele de Bobotează și de Înălțare. La fiecare batere a orei, panoul lateral al orelor se deschide pentru a permite trecerea unui carusel de statui din lemn reprezentand personajele Nașterii și magii de la Răsărit. Statuile, trase de un mecanism de-a lungul unei platforme semicirculare plasate deasupra cadranului, intră apoi în turn prin panoul lateral al minutelor situate pe partea opusă a ceasului. Începând de la apusul soarelui la orele 18, ziua a fost împărțită în 24 de ore și apoi cadranele au fost gradate de la 1 la 24.

## Maurii

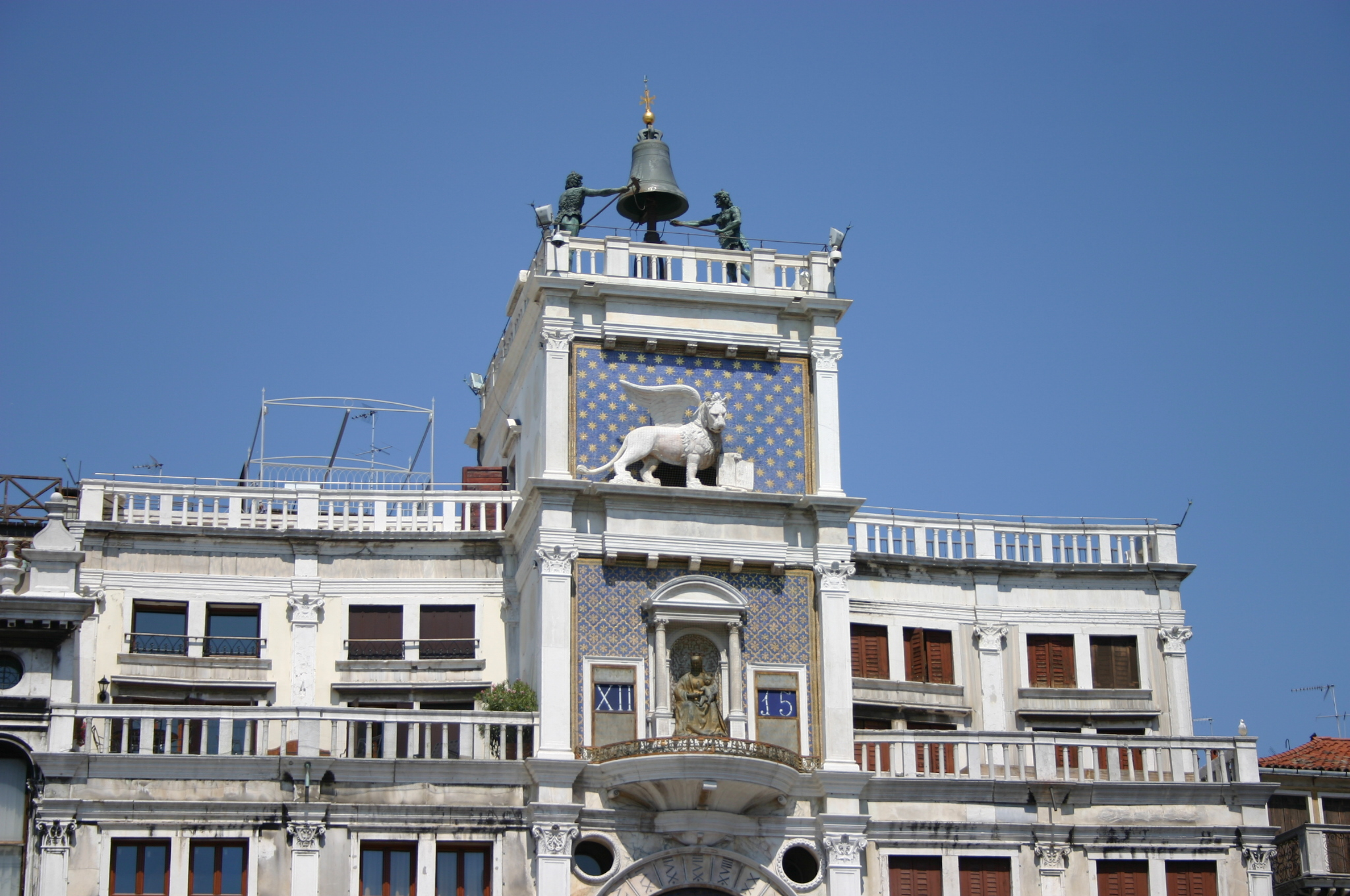
Terasa maurilor

Așa-numiții Mori di Venezia (mauri din Veneția) sunt faimoși în lumea întreagă; ei au fost porecliți astfel de venețieni din cauza culorii brune a pielii. Situați pe o terasa din partea de sus a turnului, ei sunt două statui de bronz reprezentând doi păstori care bat orele cu un ciocan cu o coadă lungă pe un clopot mare. Ei sunt foarte asemănători, dar nu identici, iar diferența vizibilă constă în special la barbă, unul dintre ei fiind lipsit de așa ceva. Maurul bărbos este numit "bătrânul", iar celălalt "tânărul". În acest atribuire a rolurilor contribuie un aspect precis. Maurii bat orele pe clopot cu ciocanele lor (atâtea sunete câte ore sunt), după un model precis. Maurul bătrân lovește clopotul cu două minute înainte de ora corectă pentru a reprezenta timpul care a trecut, în timp ce maurul tânăr bate clopotul două minute după ora pentru a reprezenta timpul care a sosit.
Maurii reprezintă haosul inițial al întunericului primordial, înainte de crearea lumii. Sunetul clopotelor, lovite cu un ciocan, amintesc că Cuvântul se află la originea creației.